# Kalondama
Kalondama is een bestuurslaag in het regentschap Alor van de provincie Oost-Nusa Tenggara, Indonesië. Kalondama telt 771 inwoners (volkstelling 2010).